# Lamé (cràter)

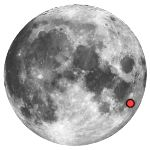
Localització de Lamé sobre el globus lunar

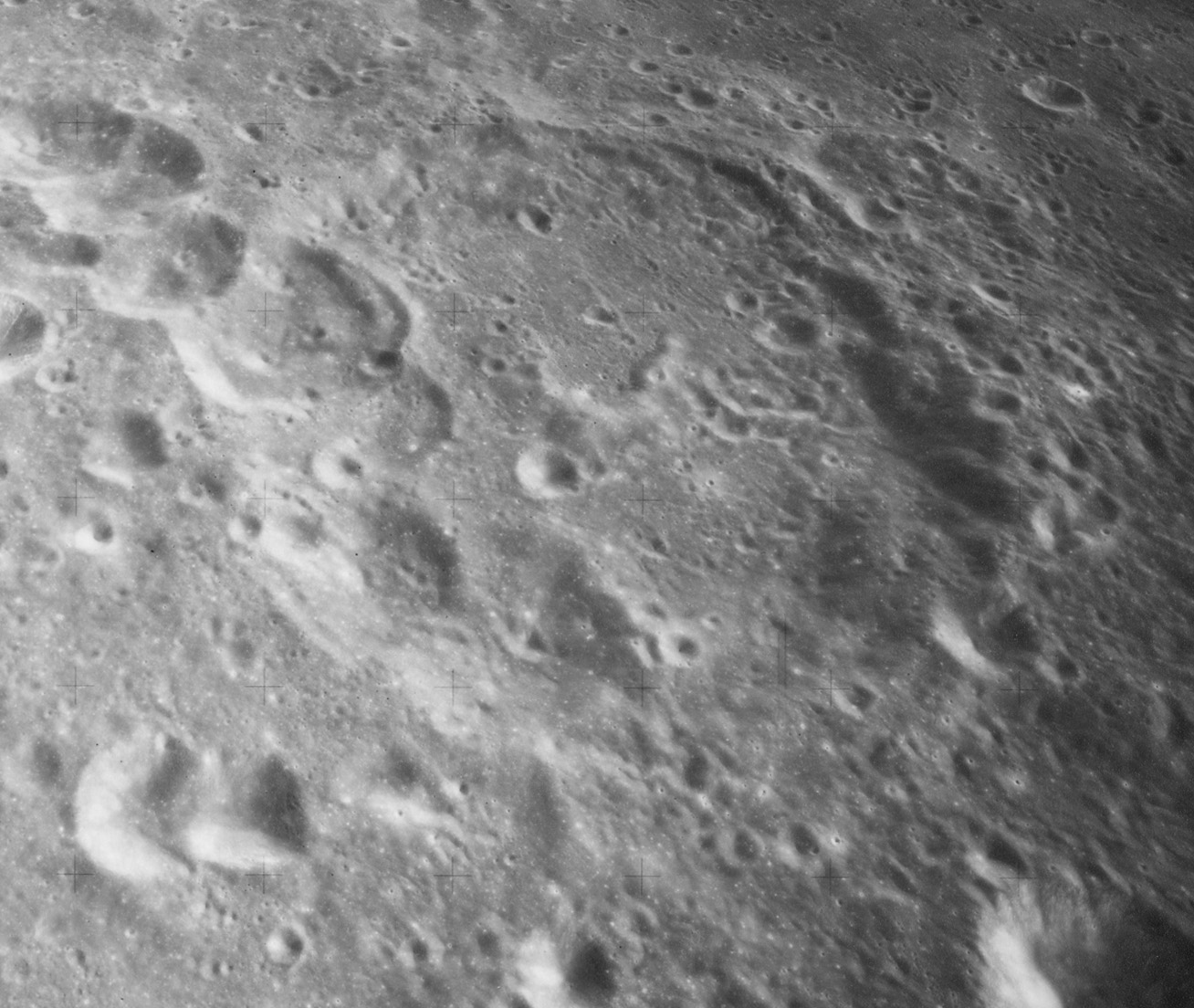
Fotografia de la missió Apollo 15

Lamé és un cràter d'impacte lunar situat sobre la vora nord del cràter Langrenus, a l'est del Mare Fecunditatis. La vora oriental del cràter apareix cobert per una sèrie de cràters superposats que formen una cadena intermitent que aconsegueix gairebé cent quilòmetres al sud. La vora del cràter sobresurt només lleugerament per sobre del terreny circumdant, però posseeix unes rampes significatives on la vora travessa el cràter Vendelinus. Al centre del sòl interior de Lamé se situa una lleugera cresta, formant un pic central.
|  |

En alguns mapes antics aquest cràter es deia Smith. Anteriorment va ser designat com Vendelinus C, abans de ser canviat el nom per la UAI.

## Cràters satèl·lit
Per convenció aquests elements són identificats en els mapes lunars posant la lletra en el costat del punt mitjà del cràter que està més proper a Lamé.
|      | \| Lamé \| Coordenades \| Diàmetre \| \| ---- \| ------------------------------------ \| -------- \| \| E \| 13° 54′ S, 66° 48′ E / 13.9°S,66.8°E \| 11 km \| \| F \| 13° 54′ S, 66° 24′ E / 13.9°S,66.4°E \| 18 km \| \| G \| 15° 24′ S, 65° 30′ E / 15.4°S,65.5°E \| 26 km \| \| H \| 15° 48′ S, 68° 12′ E / 15.8°S,68.2°E \| 12 km \| \| J \| 14° 18′ S, 65° 42′ E / 14.3°S,65.7°E \| 18 km \| \| K \| 13° 18′ S, 64° 12′ E / 13.3°S,64.2°E \| 8 km \| \| L \| 14° 24′ S, 68° 36′ E / 14.4°S,68.6°E \| 6 km \| \| M \| 15° 48′ S, 66° 30′ E / 15.8°S,66.5°E \| 13 km \| \| N \| 12° 48′ S, 67° 06′ E / 12.8°S,67.1°E \| 9 km \| \| T \| 12° 30′ S, 66° 30′ E / 12.5°S,66.5°E \| 11 km \| \| W \| 13° 06′ S, 65° 54′ E / 13.1°S,65.9°E \| 6 km \| \| Z \| 15° 54′ S, 65° 54′ E / 15.9°S,65.9°E \| 17 km \| |          |
| Lamé | Coordenades | Diàmetre |
| E    | 13° 54′ S, 66° 48′ E / 13.9°S,66.8°E | 11 km    |
| F    | 13° 54′ S, 66° 24′ E / 13.9°S,66.4°E | 18 km    |
| G    | 15° 24′ S, 65° 30′ E / 15.4°S,65.5°E | 26 km    |
| H    | 15° 48′ S, 68° 12′ E / 15.8°S,68.2°E | 12 km    |
| J    | 14° 18′ S, 65° 42′ E / 14.3°S,65.7°E | 18 km    |
| K    | 13° 18′ S, 64° 12′ E / 13.3°S,64.2°E | 8 km     |
| L    | 14° 24′ S, 68° 36′ E / 14.4°S,68.6°E | 6 km     |
| M    | 15° 48′ S, 66° 30′ E / 15.8°S,66.5°E | 13 km    |
| N    | 12° 48′ S, 67° 06′ E / 12.8°S,67.1°E | 9 km     |
| T    | 12° 30′ S, 66° 30′ E / 12.5°S,66.5°E | 11 km    |
| W    | 13° 06′ S, 65° 54′ E / 13.1°S,65.9°E | 6 km     |
| Z    | 15° 54′ S, 65° 54′ E / 15.9°S,65.9°E | 17 km    |